# Silnik hydrauliczny
Silnik hydrauliczny – silnik zamieniający energię potencjalną lub / i kinetyczną cieczy w energię mechaniczną.
Zasada jego działania jest odwrotnością pracy pompy hydraulicznej – zamienia on wysokie ciśnienie na siłę mechaniczną w ruchu obrotowym.
Elementy robocze są takie same jak w pompie hydraulicznej, dlatego też stosowane są silniki hydrauliczne zębate i wielotłoczkowe.
Konstrukcja silnika pozwala na wykorzystanie go jako urządzenia zasilającego. Wytwarza on wtedy ciśnienie niezależnie od kierunków obrotów wałka napędowego.
Silniki hydrauliczne dzielą się na:
- silniki hydrostatyczne, w których na energię mechaniczną zamieniana jest energia potencjalna (ciśnienia) cieczy,
- silniki hydrokinetyczne, w których na energię mechaniczną zamieniana jest energia kinetyczna (przepływu) cieczy.